# Euherdmania dentatosiphonis
Euherdmania dentatosiphonis is een zakpijpensoort uit de familie van de Euherdmaniidae. De wetenschappelijke naam van de soort is voor het eerst geldig gepubliceerd in 1975 door Millar.